# Sieciowa baza danych

Przykład modelu sieciowego

Model sieciowej bazy danych – zmodyfikowana wersja modelu hierarchicznego, pozwalająca na definiowanie relacji wiele-wiele w postaci struktury drzewiastej bez powtarzania poszczególnych wartości w ramach obiektu danych.
Model sieciowy korzysta z dwóch podstawowych elementów: rekordów i zbiorów:
- Rekordy zawierają pola przechowujące dane.
- Zbiory określają relację jeden-do-wielu między rekordami, gdzie jeden rekord jest „właścicielem” zbioru zawierającego „członków” zbioru.

- Jeden rekord może być zarówno „właścicielem”, jak i „członkiem” wielu zbiorów.